# Enrico Onofri
Enrico Onofri (né le 1er avril 1967 à Ravenne, en Émilie-Romagne) est un violoniste et chef d'orchestre italien spécialisé dans la musique baroque.

## Biographie

### Carrière
Enrico Onofri est souvent invité à participer aux productions d'ensembles tels que La Capella Reial de Catalunya dirigée par Jordi Savall, le Concerto Italiano dirigé par Rinaldo Alessandrini ou encore le Concentus Musicus Wien dirigé par Nikolaus Harnoncourt.
Violon solo de l'ensemble Il Giardino Armonico depuis 1987, il participe à des enregistrements pour le label Teldec en interprétant le répertoire italien pour violon et orchestre.
Depuis 2002, Enrico Onofri se produit en Europe et au Japon aussi comme chef d'orchestre. Depuis 2005, il est le directeur de l'ensemble Divino Sospiro résidant au Centre culturel de Belém à Lisbonne. En 2000, il fonde l'ensemble Imaginarium.
Fidèle collaborateur de Giovanni Antonini et de son ensemble Il Giardino Armonico, il enregistra avec lui l'intégrale des Concerti da Camera d'Antonio Vivaldi. Il enregistre pour plusieurs labels, notamment Virgin, Opus 111, Teldec, Astrée ou Zig-Zag Territoires.
En 2008 il est invité à diriger et accompagner l’Orchestre Baroque de l'Union Européenne (EUBO) une tournée de concerts à travers l'Europe.
Depuis 2000, il enseigne le violon Baroque au conservatoire Bellini de Palerme.

## Quelques enregistrements
- Vivaldi, La Follia – Violin Sonatas

Enrico Onofri violon & direction, Imaginarium. 1 CD Sony/Deutsche Harmonia Mundi
- La voce nel violino – musique de Castello, Cima, Fontana, Rognoni, Frescobaldi, Monteverdi, Pandolfi

Enrico Onofri violon & direction, Imaginarium. 1 CD Zig Zag Territoires
- Symphonie n.40 et Serenata Notturna de Wolfgang Amadeus Mozart

Enrico Onofri direction, Divino Sospiro (live recording) – 1 CD + DVD Harbor Records (Nichion)
- Concerti per violino Vol.I "La Caccia", Il Grosso Mogul, RV332, L'Inquietudine, Il Sospetto, La Caccia, Il Riposo d'Antonio Vivaldi

Enrico Onofri violon soliste et direction, Academia Montis Regalis. 1 CD Naive, Vivaldi Edition
- Concerti da Camera d'Antonio Vivaldi

Il Giardino Armonico - Giovanni Antonini, flûte à bec & direction - Enrico Onofri, violon solo
1 coffret 4 CD Teldec
- Concerti per mandolini e liuto d'Antonio Vivaldi

Il Giardino Armonico - Giovanni Antonini, direction - Enrico Onofri, violon solo - Duilio Galfetti & Wolfgang Paul, mandolines - Luca Pianca, luth
1 CD Teldec
- Il Proteo o sia il Mondo al Rovescio d'Antonio Vivaldi

Il Giardino Armonico - Giovanni Antonini, direction - Enrico Onofri, violon solo - Christophe Coin, violoncelle
1 CD Teldec
- Le Quattro Stagioni d'Antonio Vivaldi

Il Giardino Armonico - Giovanni Antonini, direction - Enrico Onofri, violon solo
1 CD Teldec
- Concerti per violino Op. 8 d'Antonio Vivaldi

Il Giardino Armonico - Giovanni Antonini, direction - Enrico Onofri, violon solo
1 CD Teldec
- Il Combattimento di Tancredi e Clorinda de Claudio Monteverdi

Ensemble Concerto - Roberto Gini, direction - Enrico Onofri, premier violon
1 CD Tactus
"The Vivaldi Album", Cecilia Bartoli m.soprano, Il Giardino Armonico, Enrico Onofri premier violon et solo. 1 CD Decca
- Concerti per archi d'Antonio Vivaldi

Concerto Italiano - Rinaldo Alessandrini, clavecin & direction - Enrico Onofri, violon solo
1 CD Tactus
- Il Settimo Libro de Madrigali de Claudio Monteverdi

Ensemble Concerto - Roberto Gini, direction - Enrico Onofri, premier violon
2 CD Tactus
- Vespro della Beata Vergine de Claudio Monteverdi

La Capella Reial de Catalunya - Jordi Savall, viole de gambe & direction - Enrico Onofri, violon solo
2 CD Astrée
- Brandenburg Concertos de Johann Sebastian Bach

Il Giardino Armonico - Giovanni Antonini, flûte à bec & direction - Enrico Onofri, violon solo
2 CD Teldec
- Cantate da camera de George Frideric Handel

Il Giardino Armonico - Giovanni Antonini, direction - Eva Mei, soprano - Enrico Onofri, premier violon
1 CD Teldec